# Galåbodarna

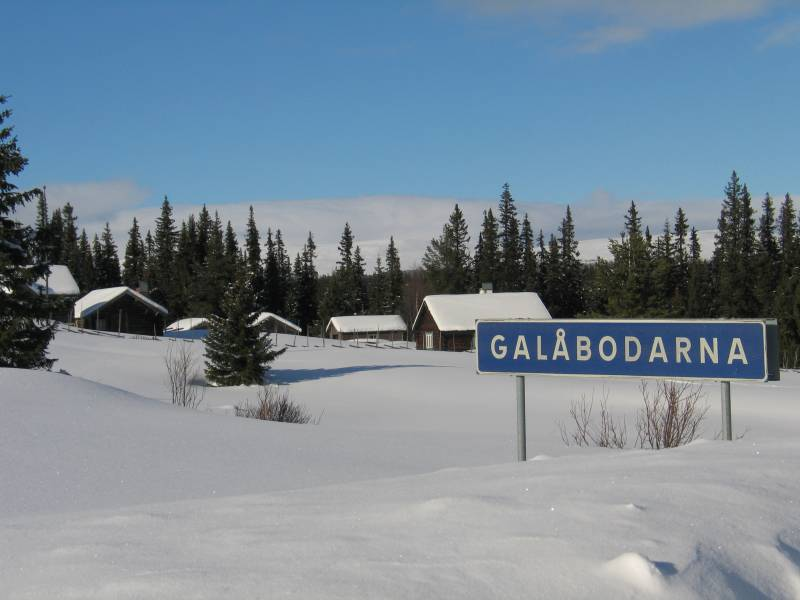
Galåbodarna (Gărlaobuan)

Västra och Östra Galåbodarna är två fäbodvallar belägna invid Galån i Ovikens socken i Bergs kommun i Jämtland.
(Västra) Galåbodarna − (Vestre) Gărlaobuan hell Vester-Gărlaobuan − är en fäbodvall invid Galån i södra delen av Oviksfjällen i Jämtland. Fäbodvallen tillhör bönderna i Oviken och Myssjö, och är belägen invid vägen mellan Börtnan och Arådalen. Vägen viker även där av mot Arådalen och Glen. Fäboden är troligen anlagd på 1700-talet och användes för kreaturshållning till mitten av 1970-talet. Omgivningen är huvudsakligen granskog och myrmarker. År 2004 byggdes invid vallen flera timmerhus för turister. Redan på 1960- och 1970-talen uppfördes ett antal fritidshus i närheten av den gamla vallen. En bäck rinner genom fäbodvallen och Galån rinner förbi en bit från vallen.
(Östra) Galåbodarna − (Austre) Gărlaobuan hell Auster-Gărlaobuan − är en fäbodvall invid Galån (en mil nedströms Vestre Gărlaobuan) och invid vägen mellan Lill-Börtnan (Lillh-Børtn) och Mo.
Olof Eriksson från Kvitsle bosatte sig på vallen i mitten på 1700-talet efter att ha varit tvungen att sälja sin gård Kvitsle 1:3 för att täcka de förluster som uppstod då han som forbonde på hemresa genom Hälsingland blev rånad på den fora som inte bara han var ägare av. Sonen Gărlao-Erik blev sedermera en av Börtnans nybyggare i slutet av 1700-talet. I nutid ägs och nyttjas fäbodvallen av bönder från Börtnan och Kvitsle.

## Ortnamnet −Stanamne
Den första stavelsen i ortnamnet Gărlaobuan stammar från det Fornnordiska ordet ’garðr’ (gård) vars grundbetydelse är som det anges i Nynorskordboka, nämligen ’inngjerding’. I sammansättningar med ’berg’ eller ’å’ avses någon form av gräns. I språkutvecklingen från norrøn tid har det sista ’r’:et i ’garðr’ försvunnit, och ’rð’ har blivit rd-kategorin av tjocka ’l’. Skrivsättet med ’rl’ för det senare är ett bra skrivsätt eftersom det dels etymologiskt gör berörda ord enklare att tolka, men också dels för att uttalen inte nivellerar till ett vanligt ’l’.

## Det långa och öppna a-ljudet
På denna sida står bokstaven ă står för ett långt, öppet (ljust) ’a’ med ett uttal ungefär som av [ahhh]. Beteckningen behövs för att i fallen med långa ’a’:n kunna skilja uttalet från det vanliga för ’a’. I en jämförelse kan nämnas att öppna (men korta) ’a’:et i exempelvis ordet ’matt’ inte behöver särbetecknas eftersom dubbelkonsonanten styr uttalet till att vara öppnare/ljusare än för ett vanligt ’a’.